# Пеант
Пеант — персонаж давньогрецькій міфології, батько Філоктета, аргонавт, який влучним пострілом з лука вбив на Криті Таласа. Мав дружину Демонассу.
Саме він у пошуках свого викраденого стада в околицях гори Ойти наштовхнувся на Геракла, який розклав багаття, на якому хотів спалити себе і Пеант був єдиним, хто погодився підпалити приготоване багаття. За це Геракл подарував йому свої лук та стріли.